# 飯田村 (新潟県)
飯田村（いいだむら）は、かつて新潟県中頸城郡にあった村。

## 沿革
- 1889年（明治22年）4月1日 - 町村制の施行により、中頸城郡飯田村の区域をもって、中頸城郡飯田村が発足する。
- 1901年（明治34年）11月1日 - 中頸城郡高士村及び飯田村が合併して、改めて中頸城郡高士村が発足する。